# Tsegaye Degineh

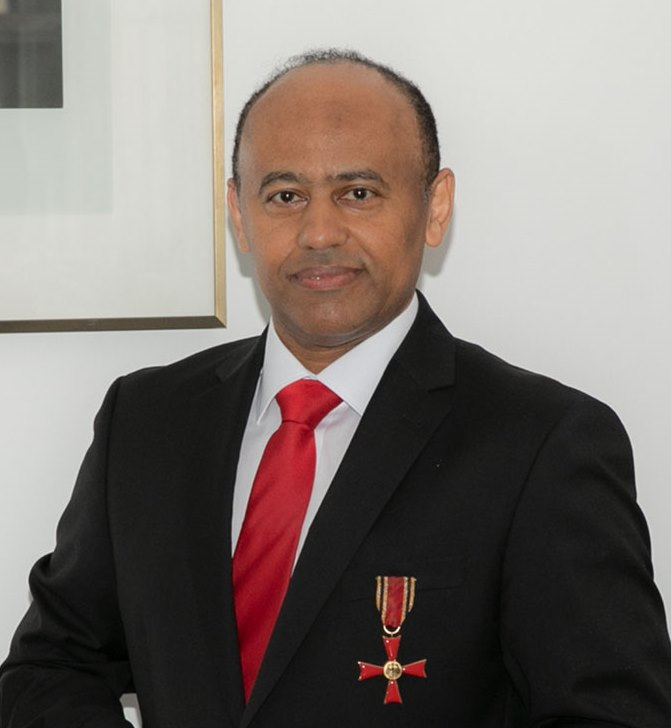
Tsegaye Degineh, 2021

Tsegaye Degineh Gugssa (Ge'ez: ፀጋዬ ደግነህ ጉግሣ, ein äthiopischer Vatersname) (* April 1969) ist ein äthiopischer Wirtschaftswissenschaftler, Wissenstransferaktivist und der erste Äthiopier, der modernes Ju-Jitsu nach Äthiopien brachte und das IJF Judo verbreitete. Degineh ist der Sohn von Degineh Gugssa, Generalmajor des letzten äthiopischen Kaisers Haile Selassie, und Leawish Melese. Seine jüngste Tochter, Saron ist eine deutsche Schauspielerin. Er promovierte (2000) an der Wirtschaftswissenschaftlichen Fakultät, Humboldt-Universität zu Berlin und ist Träger des 6. Dan im Ju-Jitsu des deutschen Ju-Jutsu Verbandes.
Er ist bekannt als Gründer und erster Board-Präsident des Ju-Jitsu-Verbandes in Äthiopien (2007) und später als Schirmherr des Judos, das 2011 mit dem Ju-Jitsu fusionierte. Er war auch Vizepräsident der Ju-Jitsu African Union (2010), und ist seit 2024 Ehrenvizepräsident. Im Jahr 2016 wurde er von der Ju-Jitsu International Federation zum Vizepräsidenten der Ethikkommission gewählt und seit 2020 ist er Head of Sustainability. Er setzt sich auch aktiv in der Afrikanischen Judo-Union ein. Degineh ermöglichte die Teilnahme äthiopischer Athleten an der Judo-Weltmeisterschaft 2011 und der Ju-Jitsu-Weltmeisterschaft 2010, zum ersten Mal in der Geschichte des Sports in Äthiopien. Im April 2019 gewann Äthiopien bei der Ju-Jitsu-Afrikameisterschaft in Marokko die erste Goldmedaille in seiner Geschichte.
2021 wurde ihm das Bundesverdienstkreuz am Bande der Bundesrepublik Deutschland verliehen. Es wurde ihm für sein Engagement für die Menschen in Deutschland, Äthiopien und Afrika verliehen, verbunden mit dem Ziel der Entwicklung, des Friedens, der Fairness, der Bildung und der Vermittlung von Werten auch durch den Sport. Außerdem wurde er im September 2023 mit dem äthiopischen Good Person Award of the Year (Ye Begosew Award) ausgezeichnet.
Im Mai 2014 erhielt er die höchste goldene Ehrennadel des Deutschen Ju-Jutsu Verbandes für sein herausragendes Engagement zur Verbreitung des Ju-Jitsu und des Sports in der ganzen Welt, insbesondere in Afrika, Äthiopien und im Dezember 2019 wurde er vom Bürgermeister von Addis Abeba für sein langjähriges ehrenamtliches Engagement im Judo & Ju-Jitsu und für die Ermöglichung des Beitrags der äthiopischen Athleten für Afrika bzw. die Welt geehrt.
Degineh ist auch bekannt für seine Fachartikel, Interviews und Fachbücher, insbesondere in amharischer Sprache „Projektmanagement-Leitfaden für Millennium Äthiopien“ und „Ju-Jitsu-Martial Art Philosophy and Basic Techniques“ und in deutscher Sprache „Property Rights während der Wirtschaftsreform“. Er engagiert sich für den Wissenstransfer in Äthiopien, insbesondere für die Vermittlung des Wertes der deutschen Entwicklungserfahrungen und für die Thematisierung der doppelten Staatsbürgerschaft, digitales Mindset, Arbeitskultur und Nachhaltigkeit.

## Auszeichnungen
- 2014: Goldene Ehrennadel des DJJV
- 2019: Anerkennungspreis, verliehen vom Bürgermeister der Stadt Addis Abeba
- 2021: Bundesverdienstkreuz am Bande der Bundesrepublik Deutschland
- 2022: Ehrung durch die Äthiopische Gemeinde in Deutschland
- 2023: Ye Begosew Award in Äthiopien (Good Person of the Year Award)
- 2024: Ehrenvizepräsident der Ju-Jitsu Africa Union